# 蘇利米夫
49°57′52″N 24°9′58″E / 49.96444°N 24.16611°E
蘇利米夫（烏克蘭語：Сулимів），是烏克蘭西部的村莊，隸屬利維夫州的利維夫區。該村始建於1360年，面積1.32平方公里，2024年人口600，人口密度每平方公里472.73人。